# 金曜JUNK2 原口・はなわの角っ歯!
金曜JUNK2 原口・はなわの角っ歯!（きんようジャンクツー はらぐち - つの - ぱ）は、2005年4月8日から2006年3月31日まで、TBSラジオで放送された、原口あきまさとはなわがパーソナリティを務めたラジオ番組。
TBSラジオをキー局にJRN各局で。毎週金曜日27:00-28:00（土曜日3:00-4:00）の『金曜JUNK2』枠で放送されていた。
原口とはなわは事務所（ケイダッシュステージ）の先輩後輩である。番組名の「角」ははなわの髪型の角、「歯」は原口が明石家さんまなどのものまねをするときに付ける歯を表している。
最終回は生放送だった。

## コーナー
- ぱっくんちょゼミナール - 女性リスナーに電話をくわえさせて四字熟語を言わせるコーナー、性的な言葉がメインであったがのちに歴史の人物を言わせるようになった。
- 最強クリーンナップトリオ - いろんな芸能人のシチュエーションを考えてもらうコーナー。
- 日本一のISSAさん! - ISSAさんのようなモテる人の特徴を紹介するコーナー
- 押尾ギャグ - 押尾学が女の子を口説くために使っているうわさが流れているらしいギャグ、こんなギャグがあれば口説けるだろうというギャグを募集するコーナー。過去に原口とはなわが実践をしたが中途半端な成果で終わった。
- 江頭3:50ごろ - 原口あきまさが扮する江頭3:50ごろ（元ネタは江頭2:50）が世の中の矛盾を読み上げていくコーナー。
- 角っ歯丼作ろう! - 放送当時佐賀県唐津市にあった牛丼屋「吉田家」にオリジナルメニュー「角っ歯丼」をリスナーが作るコーナー。後に、吉田家のメニューとして実際に採用された。
- 青春!勘違い高校!!
- 本当にあった寒〜いメール!! - 原口あきまさが稲川淳二のモノマネをしながら寒いメールを読み上げていくコーナー。